# Kingsbury (Nevada)
Kingsbury és una concentració de població designada pel cens del Comtat de Douglas (Nevada) als Estats Units d'Amèrica.

## Demografia
Segons el Cens dels Estats Units del 2000 Kingsbury tenia 2.624 habitants., 1.176 habitatges i 685 famílies La densitat de població era de 46,45 habitants per km².
Dels 1.176 habitatges en un 21,9% hi vivien nens de menys de 18 anys, en un 50,6% hi vivien parelles casades, en un 4,7% dones solteres, i en un 41,8% no eren unitats familiars. En el 27,3% dels habitatges hi vivien persones soles el 4,3% de les quals corresponia a persones de 65 anys o més que vivien soles. El nombre mitjà de persones vivint en cada habitatge era de 2,23 i el nombre mitjà de persones que vivien en cada família era de 2,71.
Per edats la població es repartia de la següent manera: un 17,4% tenia menys de 18 anys, un 6,7% entre 18 i 24, un 32,8% entre 25 i 44, un 32,3% de 45 a 64 i un 10,8% 65 anys o més.
L'edat mediana era de 42,2 anys. Per cada 100 dones hi havia 120,32 homes. Per cada 100 dones de 18 o més anys hi havia 123,97 homes.
La renda mediana per habitatge era de 59.511 $ i la renda mediana per família de 73.333 $. Els homes tenien una renda mediana de 40.208 $ mentre que les dones 31.652 $. La renda per capita de la població era de 41.451 $. Aproximadament el 3,0% de les famílies i el 4,9% de la població estaven per davall del llindar de pobresa.

## Poblacions properes
El següent diagrama mostra les poblacions més properes.